# Tetraponera pilosa
Tetraponera pilosa é uma espécie de formiga do gênero Tetraponera, pertencente à subfamília Pseudomyrmecinae.